# Neotetranychus rhaphidoseta
Neotetranychus rhaphidoseta är en spindeldjursart som beskrevs av Aranda 1974. Neotetranychus rhaphidoseta ingår i släktet Neotetranychus och familjen Tetranychidae. Inga underarter finns listade i Catalogue of Life.